# Carlo Egon V di Fürstenberg
Carlo Egon V di Fürstenberg (nome completo in italiano Carlo Egon Massimiliano Maria Emilio Leone Erwin Francesco Saverio Giovanni; Vienna, 6 maggio 1891 – Monaco di Baviera, 23 settembre 1973) è stato un principe e militare tedesco.

## Biografia

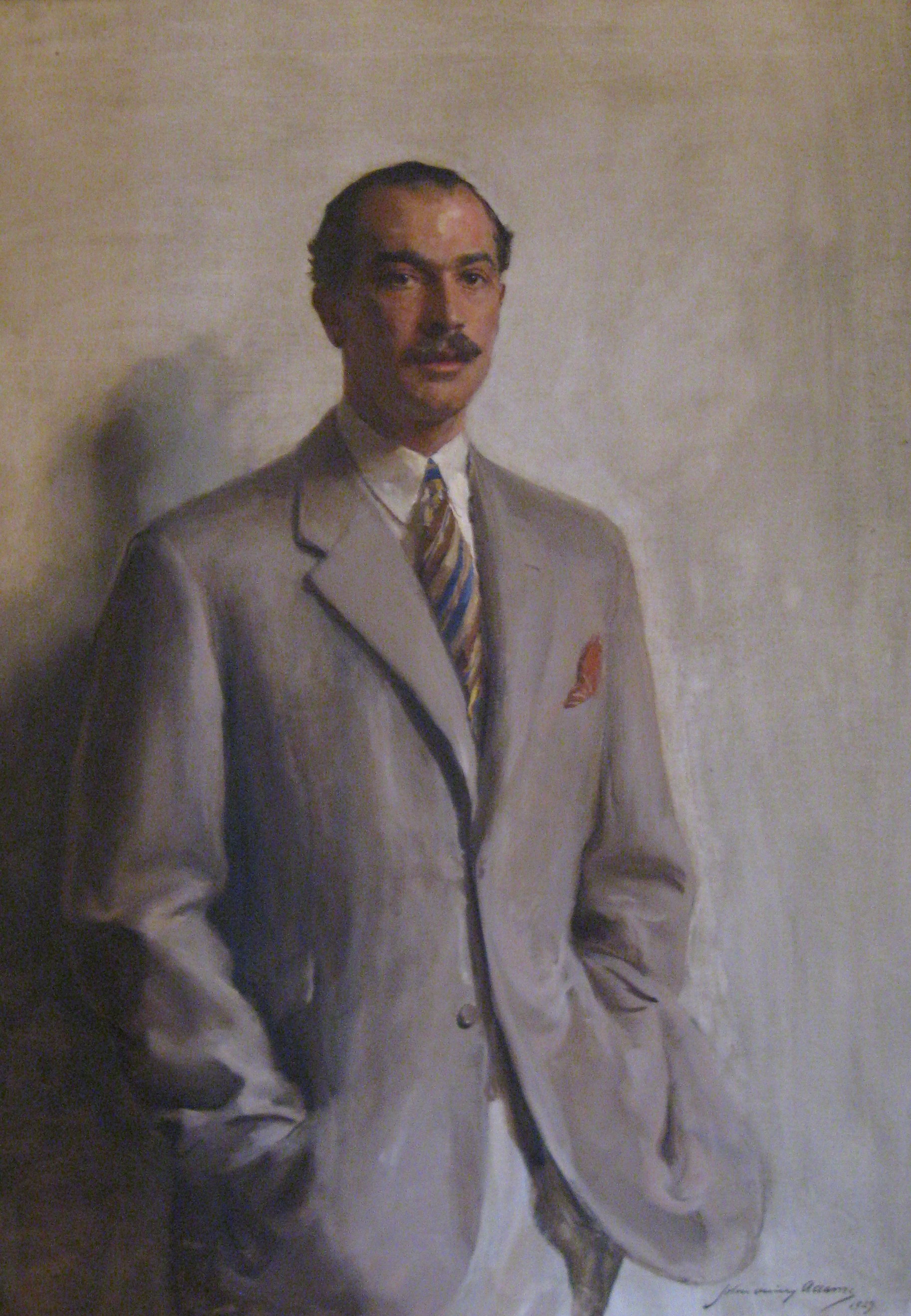
Ritratto del principe eseguito nel 1929 da John Quincy Adams

Carlo Egon di Fürstenberg nacque il 6 maggio 1891 a Vienna, figlio primogenito del principe Massimiliano Egon II di Fürstenberg e di sua moglie, la contessa Irma von Schönborn-Buchheim.
Alla morte di suo padre l'11 agosto 1941, gli succedette come capo della casata di Fürstenberg, rinunciando però a succedergli nelle proprietà che la famiglia deteneva in Svevia in favore dei figli di suo fratello. Mentre suo padre aveva scelto di vivere al castello di Donaueschingen, storica residenza di famiglia dove più volte aveva ospitato l'imperatore Guglielmo II di Germania del quale era molto amico, Carlo Egon V gli preferì il castello di Heiligenberg, sulle rive del lago di Costanza ed il castello di Weitra in Bassa Austria. Di entrambe queste città divenne cittadino onorario. Fu inoltre cavaliere di gran croce del Reale ordine di San Giorgio per la difesa dell'Immacolata Concezione di Baviera e gran croce dell'Ordine di Malta.
Nel corso della prima guerra mondiale, come tenente delle Gardekorps di stanza a Potsdam, ottenne la croce di ferro di II classe.
L'11 settembre 1938 il principe Carlo Egon V, su istigazione del padre, aderì alle SS, il corpo paramilitare del partito nazista in Germania. Nel 1939 venne nominato Obersturmführer ed infine il 1 gennaio 1941 venne tesserato al partito nazista. Maggiore nella Wehrmacht nel 1943, dopo la guerra e la sconfitta della Germania scelse di vivere prevalentemente a Vienna e nei castelli di Heiligenberg e Weitra, conducendo vita riservata.
Il principe morì a Monaco di Baviera il 23 settembre 1973 e venne sepolto nella cripta di famiglia dei Fürstenberg presso Altweitra, Bassa Austria.

## Matrimonio ed eredi
Il 26 aprile 1921, il principe di Fürstenberg sposò la contessa Franziska Ida "Mena" von Nostitz-Rieneck (1902–1961), figlia del conte Erwin Felix Maria von Nostitz-Rieneck e di sua moglie, Amalia Podstatzky-Liechtenstein.
La coppia non ebbe figli ed alla sua morte il principe venne succeduto da suo nipote, il principe Gioacchino Egon.

## Ascendenza
|                                                   |                                        |                                                    | Genitori                                           |  |  | Nonni |  |  | Bisnonni                        |  |  | Trisnonni                        |  |
|                                                   |                                        |                                                    |                                                    |  |  |       |  |  | 8. Carlo Egon II di Fürstenberg |  |  | 16. Carlo Aloisio di Fürstenberg |  |
|                                                   |                                        |                                                    |                                                    |  |  |       |  |  | 8. Carlo Egon II di Fürstenberg |  |  | 16. Carlo Aloisio di Fürstenberg |  |
|                                                   |                                        | 17. Elisabetta di Thurn und Taxis                  |                                                    |  |  |       |  |  | 8. Carlo Egon II di Fürstenberg |  |  |                                  |  |
| 4. Massimiliano Egon I di Fürstenberg             |                                        |                                                    |                                                    |  |  |       |  |  | 8. Carlo Egon II di Fürstenberg |  |  |                                  |  |
|                                                   |                                        | 9. Amalia di Baden                                 | 18. Carlo Federico di Baden                        |  |  |       |  |  |                                 |  |  |                                  |  |
|                                                   |                                        | 9. Amalia di Baden                                 | 18. Carlo Federico di Baden                        |  |  |       |  |  |                                 |  |  |                                  |  |
|                                                   |                                        | 9. Amalia di Baden                                 | 19. Caroline Louise Geyer von Geyersberg           |  |  |       |  |  |                                 |  |  |                                  |  |
| 2. Massimiliano Egon II di Fürstenberg            |                                        | 9. Amalia di Baden                                 |                                                    |  |  |       |  |  |                                 |  |  |                                  |  |
|                                                   |                                        | 10. Richard Maria von Khevenhüller-Metsch          | 20. Franz Maria von Khevenhüller-Metsch            |  |  |       |  |  |                                 |  |  |                                  |  |
|                                                   |                                        | 10. Richard Maria von Khevenhüller-Metsch          | 20. Franz Maria von Khevenhüller-Metsch            |  |  |       |  |  |                                 |  |  |                                  |  |
|                                                   |                                        | 10. Richard Maria von Khevenhüller-Metsch          | 21. Christine Zichy von Zich                       |  |  |       |  |  |                                 |  |  |                                  |  |
| 5. Leontine von Khevenhüller-Metsch               |                                        | 10. Richard Maria von Khevenhüller-Metsch          |                                                    |  |  |       |  |  |                                 |  |  |                                  |  |
|                                                   |                                        | 11. Antonia Lichnowsky                             | 22. Eduard Lichnowsky                              |  |  |       |  |  |                                 |  |  |                                  |  |
|                                                   |                                        | 11. Antonia Lichnowsky                             | 22. Eduard Lichnowsky                              |  |  |       |  |  |                                 |  |  |                                  |  |
|                                                   |                                        | 11. Antonia Lichnowsky                             | 23. Eleonora Zichy von Zich                        |  |  |       |  |  |                                 |  |  |                                  |  |
| 1. Carlo Egon V di Fürstenberg                    |                                        | 11. Antonia Lichnowsky                             |                                                    |  |  |       |  |  |                                 |  |  |                                  |  |
|                                                   | 12. Karl Eduard von Schönborn-Buchheim | 24. Franz Philipp von Schönborn-Buchheim           |                                                    |  |  |       |  |  |                                 |  |  |                                  |  |
|                                                   | 12. Karl Eduard von Schönborn-Buchheim | 24. Franz Philipp von Schönborn-Buchheim           |                                                    |  |  |       |  |  |                                 |  |  |                                  |  |
|                                                   | 12. Karl Eduard von Schönborn-Buchheim | 25. Marie Sophie von der Leyen-Hohengeroldseck     |                                                    |  |  |       |  |  |                                 |  |  |                                  |  |
| 6. Erwin von Schönborn-Buchheim                   | 12. Karl Eduard von Schönborn-Buchheim |                                                    |                                                    |  |  |       |  |  |                                 |  |  |                                  |  |
|                                                   |                                        | 13. Maria Anna Antonia Bolza                       | 26. József Bolza                                   |  |  |       |  |  |                                 |  |  |                                  |  |
|                                                   |                                        | 13. Maria Anna Antonia Bolza                       | 26. József Bolza                                   |  |  |       |  |  |                                 |  |  |                                  |  |
|                                                   |                                        | 13. Maria Anna Antonia Bolza                       | 27. Anna Maria Clara Batthyany                     |  |  |       |  |  |                                 |  |  |                                  |  |
| 3. Irma von Schönborn-Buchheim                    |                                        | 13. Maria Anna Antonia Bolza                       |                                                    |  |  |       |  |  |                                 |  |  |                                  |  |
|                                                   |                                        | 14. Ferdinand von und zu Trauttmansdorff-Weinsberg | 28. Johann von und zu Trauttmansdorff-Weinsberg    |  |  |       |  |  |                                 |  |  |                                  |  |
|                                                   |                                        | 14. Ferdinand von und zu Trauttmansdorff-Weinsberg | 28. Johann von und zu Trauttmansdorff-Weinsberg    |  |  |       |  |  |                                 |  |  |                                  |  |
|                                                   |                                        | 14. Ferdinand von und zu Trauttmansdorff-Weinsberg | 29. Elizabeth Maria von Fürstenberg                |  |  |       |  |  |                                 |  |  |                                  |  |
| 7. Franziska von und zu Trauttmansdorff-Weinsberg |                                        | 14. Ferdinand von und zu Trauttmansdorff-Weinsberg |                                                    |  |  |       |  |  |                                 |  |  |                                  |  |
|                                                   |                                        | 15. Anna di Liechtenstein                          | 30. Karl Franz Anton von der Leyen-Hohengeroldseck |  |  |       |  |  |                                 |  |  |                                  |  |
|                                                   |                                        | 15. Anna di Liechtenstein                          | 30. Karl Franz Anton von der Leyen-Hohengeroldseck |  |  |       |  |  |                                 |  |  |                                  |  |
|                                                   |                                        | 15. Anna di Liechtenstein                          | 31. Franziska von Wrbna und Freudenthal            |  |  |       |  |  |                                 |  |  |                                  |  |
|                                                   |                                        | 15. Anna di Liechtenstein                          |                                                    |  |  |       |  |  |                                 |  |  |                                  |  |